# Joffre Rodrigues
Joffre Rodrigues (Rio de Janeiro, 11 de agosto de 1941 – Rio de Janeiro, 4 de agosto de 2010) foi um produtor cinematográfico, cineasta e ator brasileiro.
Filho do teatrólogo e escritor Nelson Rodrigues, estreou como diretor em 2006 no filme Vestido de noiva, baseada na peça homônima de seu pai e tendo como protagonistas Marília Pêra, Simone Spoladore e Letícia Sabatella

## Carreira

### No cinema
- Diretor

Vestido de noiva - 2006
- Produtor

O Monge e a Filha do Carrasco (1995)
Boca (1994)
Boca de ouro (1990)
A Falecida (1965)
Maioria Absoluta (1964)
Bonitinha mas ordinária - 1963
- Ator

A Falecida (1965)
Somos Dois (1950)

### Na televisão
- 2007: Linha Direta Justiça - Nelson Rodrigues (episódio: "A Primeira Tragédia de Nelson Rodrigues")